# Тур де Франс 2010
«Тур де Франс» 2010 года — 97-я супервеломногодневка по дорогам Франции.
«Тур» начался 3 июля 8900-метровым прологом по Роттердаму, а завершился 25 июля на Елисейских полях Парижа. Впервые после 1996 года гонка стартовала в Нидерландах, кроме пролога по территории Страны тюльпанов и Бельгии прошли ещё три этапа, включавшие участки, мощёные булыжником, общей длиной 13,2 километра. Гонка включала шесть полноценных горных этапов, самые сложные из которых прошли в Пиренеях, включая два покорения Коль-дю-Турмале. По ходу многодневки прошла только одна длинная индивидуальная гонка с раздельным стартом, в предпоследний день. На старт вышли 197 гонщиков, до финиша добрались 170. Победу на «Туре» в третий раз одержал Альберто Контадор, второй раз подряд опередивший Анди Шлека. 29 сентября стало известно, что в допинг-пробе Контадора от 21 июля обнаружено небольшое количество кленбутерола, что может лишить его титула. В феврале 2012 года Контадор был окончательно дисквалифицирован за допинг и лишен победы на Туре-2010 и Джиро-2011.

## Команды
В «Тур де Франс» 2010 приняли участие двадцать деве велокоманды, каждая из которых выставила по девять гонщиков. Шестнадцать из них в сентябре 2008 года подписали соглашение с Международным союзом велосипедистов об их участии в «Туре», два из шестнадцати не обладают лицензией UCI ProTour:
| - Ag2r-La Mondiale - Astana - Bbox Bouygues Telecom† - Caisse d'Epargne - Cofidis† - Euskaltel-Euskadi | - Footon-Servetto-Fuji - Française des Jeux - Lampre-Farnese Vini - Liquigas-Doimo - Omega Pharma-Lotto | - Quick Step - Rabobank - Team HTC-Columbia - Team Milram - Team Saxo Bank |

Ещё шесть команд, включая четыре команды «ПроТура», приняли приглашения организаторов гонки:
| - BMC Racing Team† - Cervélo TestTeam† | - Garmin-Transitions - Team Katusha | - Team RadioShack - Team Sky |

† Помечены команды, не участвующие в UCI ProTour.

## Обзор гонки

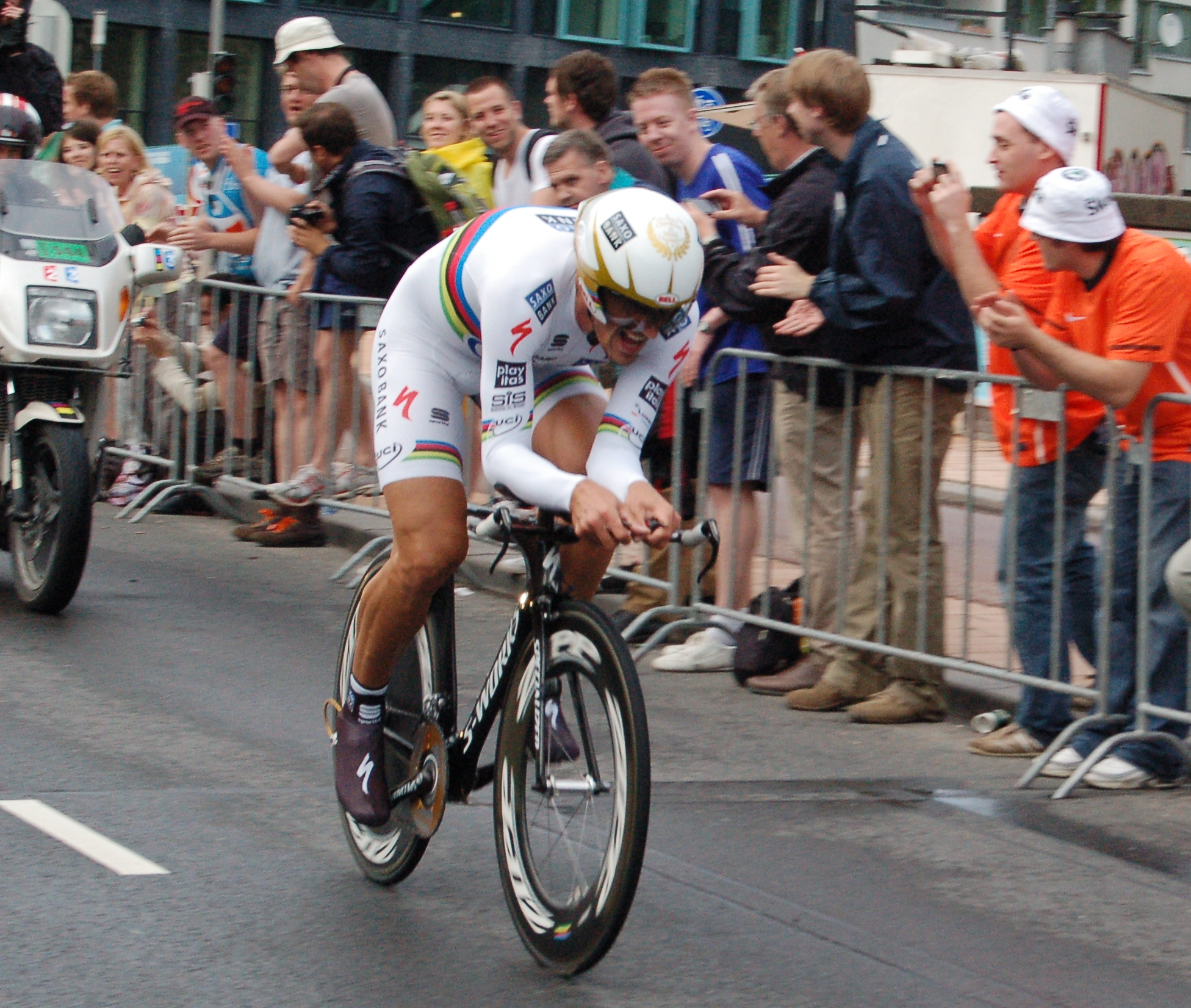
Будущий шестидневный владелец жёлтой майки Фабиан Канчеллара выигрывает пролог

Пролог уже в который раз выиграл действующий чемпион мира в разделке Фабиан Канчеллара, задачей которого стало удержание жёлтой майки до начала горных этапов. Первый групповой этап завершился многочисленными падениями на последних километрах, в том числе массовым завалом за 500 метров до финиша, отсёкшим пелотон от двух десятков лидировавших гонщиков. В знак протеста против такой организации трассы на следующем этапе по инициативе Канчеллары пелотон не разыгрывал финишный спринт, и гонщики финишировали одной линией. Из-за этого единственный гонщик в отрыве, Сильвен Шаванель, к радости местных болельщиков сумел выиграть этап с преимуществом в 3 минуты 56 секунд и захватил жёлтую майку. Третий этап завершился участками дороги из булыжника, что разнесло пелотон на множество групп и привело к многочисленным проколам. Чаще других менял колёса и велосипед Шаванель, а Канчеллара разогнал лидирующую группку и вернул вчерашнее преимущество. Следующие равнинные этапы прошли спокойнее и завершались групповыми спринтами. По 2 победы одержали Алессандро Петакки и Марк Кавендиш. Первый же холмистый этап перед въездом в Альпы отправил лидера многодневки, Канчеллару, на 58-е место в генеральной классификации. Лучше всех в распадающемся на финише этапа пелотоне сориентировался Шаванель, обошедший все отрывы и снова захвативший жёлтую майку. На 8-м, первом горном, этапе Шаванель проиграл слишком много, чтобы рассчитывать на что-то в генеральной классификации, равно как и легендарный Лэнс Армстронг. Лидерство захватил Кэдел Эванс, но и другие фавориты проигрывали ему совсем немного.

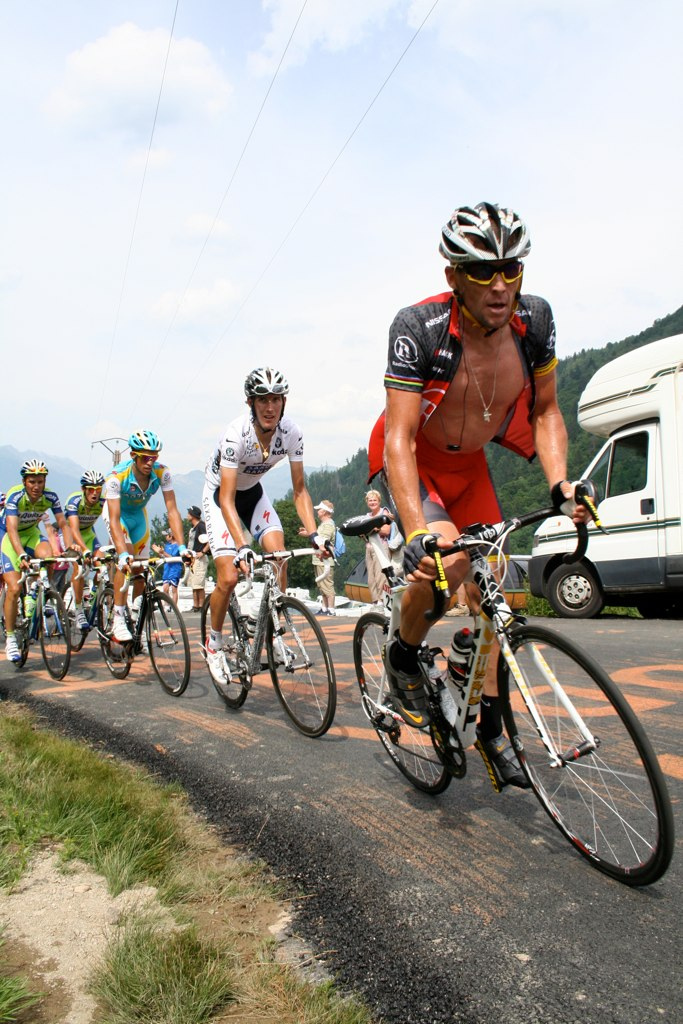
Армстронг, Шлек, Контадор и Бассо взбираются в гору на девятом этапе

После дня отдыха проверка фаворитов в горах продолжилась. На подъёме высшей категории сложности в Коль-де-ла-Мадлен «посыпались» Эванс, Карлос Састре и Майкл Роджерс. Жёлтую майку перехватил Анди Шлек, действующий победитель «Тура» Альберто Контадор проигрывал ему меньше минуты. На время равнинных этапов разрывы во главе генеральной классификации стабилизировались. Третья победа Кавендиша на этом Туре была отмечена инцидентом. Штатный последний разгоняющий британца, Марк Реншоу, на финише дистанции стал бить головой Джулиана Дина, который уже на несколько сантиметров обошёл его и мешал Реншоу освободить траекторию для Кавендиша. Удостоверившись по видеозаписи, что в момент ударов Дин не смещался в сторону Реншоу, организаторы гонки дисквалифицировали последнего на оставшуюся часть многодневки.
На 14-м, первом пиренейском, этапе Самуэль Санчес и Денис Меньшов, 3-й и 4-й номера генеральной классификации, на несколько секунд подтянулись к Контадору и Шлеку, который весь этап сидел на колесе у испанца как приклеенный. В тот же день Петакки был уве́домлен, что он проходит фигурантом итальянского масштабного расследования по использованию допинга; спринтер заявил о своей невиновности. 15-й этап завершался подъёмом высшей категории сложности и 22-километровым скоростным спуском. За пару километров до вершины критикуемый за действия на вчерашнем этапе Шлек пошёл в атаку из группы фаворитов, и у него почти сразу соскочила цепь. Тут же контратаковал Контадор, за которым удержались лишь Санчес и Меньшов. На вершине мадридец отъехал от Шлека на те полминуты, которые уступал ему в генеральной классификации. До финиша король спусков Санчес отвёз его ещё на несколько секунд, что позволило Контадору примерить жёлтую майку. После финиша Контадор извинился, хотя и не признал себя виноватым, а люксембуржец заявил, что никогда бы не нарушил так дух «фейр-плей»; на следующем этапе они помирились. 16-й этап включал по две вершины первой и высшей категорий сложности, однако все они пришлись на первые две трети дистанции, поэтому пелотон не распался. Армстронг уехал вместе с отрывом чтобы побороться за последнюю победу на этапе в своей карьере, но уступил в финишном спринте.

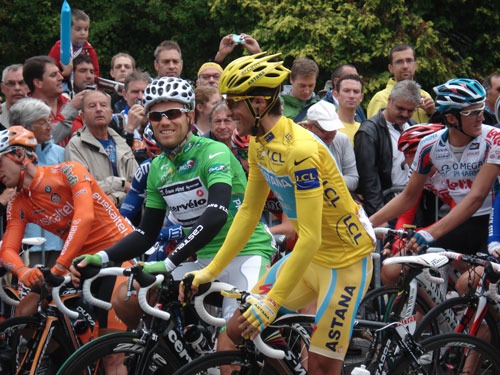
Контадор и Хусховд на старте 17-го этапа в По

Второй, и последний, день отдыха предворял заключительный горный этап с финишем в тяжелейший склон Коль-дю-Турмале, где, по мнению экспертов, должна была решиться судьба этого Тура. За десять километров до финиша в атаку пошёл разогнанный своей командой Шлек, усидеть за которым смог только Контадор. Они быстро добились полутораминутного преимущества над преследователями, но скинуть с колеса друг друга так и не сумели. Контадор, памятуя об инциденте, отдал победу на этапе Шлеку, но, обладая лучшими способностями раздельщика, практически обеспечил себе победу в общем зачёте. Он выиграл у люксембуржца в разделке ещё полминуты, в то время как Меньшов «привёз» Санчесу две минуты и отобрал место на нижней ступени подиума.
Альберто Контадор завоевал свою третью победу на французской супервеломногодневке, выиграв у своего друга Анди Шлека 39 секунд, ровно столько, на сколько испанец опередил люксембуржца на 15-м этапе, где у последнего слетела цепь. Впервые с 1990 года победитель «Тура» не выиграл ни одного из этапов гонки. Шлек повторил прошлогодние достижения, заняв второе место в общем зачёте и в третий раз подряд победив в классификации молодых гонщиков. Денис Меньшов стал первым россиянином, добравшимся до подиума «Тур де Франс». За титул горного короля «Тура», к радости хозяев, на этот раз сражались только французы, и гороховая майка в итоге досталась Антони Шарто. Лишь на последнем этапе решилась судьба зелёной майки, которую сохранил Алессандро Петакки, чья вторая победа на 4-м этапе так и осталась последней. Ярче всех из спринтеров проявил себя Марк Кавендиш, выигравший 5 этапов, в том числе и последний, победа на котором стала исторической: впервые один гонщик одержал победы на двух заключительных этапах Тура подряд. Приз самому агрессивному гонщику достался французу Сильвену Шаванелю, за активность на первой неделе Тура.

## Этапы
| Этап   | Дата    | Маршрут                           | Дистанция Километры | Тип этапа   | Тип этапа       | Победитель          |
| ------ | ------- | --------------------------------- | ------------------- | ----------- | --------------- | ------------------- |
| Пролог | 3 июля  | Роттердам (Нидерланды)            | 8,9                 |             | Пролог-разделка | Фабиан Канчеллара   |
| 1      | 4 июля  | Роттердам — Брюссель (Бельгия)    | 223,5               |             | Равнинный       | Алессандро Петакки  |
| 2      | 5 июля  | Брюссель — Спа (Бельгия)          | 201                 |             | Холмистый       | Сильвен Шаванель    |
| 3      | 6 июля  | Ванзе (Бельгия) — Аренберг        | 213                 |             | Равнинный       | Тур Хусховд         |
| 4      | 7 июля  | Камбре — Реймс                    | 153,5               |             | Равнинный       | Алессандро Петакки  |
| 5      | 8 июля  | Эперне — Монтаржи                 | 187,5               |             | Равнинный       | Марк Кавендиш       |
| 6      | 9 июля  | Монтаржи — Геньон                 | 227,5               |             | Равнинный       | Марк Кавендиш       |
| 7      | 10 июля | Турню — Стасьон де Руссе          | 165,5               |             | Среднегорный    | Сильвен Шаванель    |
| 8      | 11 июля | Стасьон де Руссе — Морзин-Аворья  | 189                 |             | Горный          | Анди Шлек           |
|        | 12 июля | День отдыха                       | День отдыха         | День отдыха | День отдыха     | День отдыха         |
| 9      | 13 июля | Морзин-Аворья — Сен-Жан-де-Морьен | 204,5               |             | Горный          | Санди Касар         |
| 10     | 14 июля | Шамбери — Гап                     | 179                 |             | Среднегорный    | Сержио Паулинью     |
| 11     | 15 июля | Систерон — Бурж-ле-Валанс         | 184,5               |             | Равнинный       | Марк Кавендиш       |
| 12     | 16 июля | Бур-де-Пеж — Менде                | 210,5               |             | Холмистый       | Хоаким Родригес     |
| 13     | 17 июля | Родез — Ревель                    | 196                 |             | Равнинный       | Александр Винокуров |
| 14     | 18 июля | Ревель — Акс-ле-Терм              | 184,5               |             | Горный          | Кристоф Риблон      |
| 15     | 19 июля | Памье — Баньер-де-Люшон           | 187,5               |             | Горный          | Томас Фёклер        |
| 16     | 20 июля | Баньер-де-Люшон — По              | 199,5               |             | Горный          | Пьеррик Федриго     |
|        | 21 июля | День отдыха                       | День отдыха         | День отдыха | День отдыха     | День отдыха         |
| 17     | 22 июля | По — Коль-дю-Турмале              | 174                 |             | Горный          | Анди Шлек           |
| 18     | 23 июля | Сали-де-Беарн — Бордо             | 198                 |             | Равнинный       | Марк Кавендиш       |
| 19     | 24 июля | Бордо — Пойяк                     | 52                  |             | Разделка        | Фабиан Канчеллара   |
| 20     | 25 июля | Лонжюмо — Париж                   | 102,5               |             | Равнинный       | Марк Кавендиш       |
| Всего  | Всего   | 3642 км                           | 3642 км             | 3642 км     | 3642 км         | 3642 км             |

## Лидеры классификаций
| Этап   | Победитель          | Генеральная классификация | Очковая классификация | Горная классификация | Лучший молодой гонщик | Командная классификация | Самый агрессивный гонщик |
| ------ | ------------------- | ------------------------- | --------------------- | -------------------- | --------------------- | ----------------------- | ------------------------ |
| Пролог | Фабиан Канчеллара   | Фабиан Канчеллара         | Фабиан Канчеллара     | нет                  | Тони Мартин           | Team RadioShack         | нет                      |
| 1      | Алессандро Петакки  | Фабиан Канчеллара         | Алессандро Петакки    | нет                  | Тони Мартин           | Team RadioShack         | Маартен Винантс          |
| 2      | Сильвен Шаванель    | Сильвен Шаванель          | Сильвен Шаванель      | Жером Пино           | Тони Мартин           | Quick Step              | Сильвен Шаванель         |
| 3      | Тур Хусховд         | Фабиан Канчеллара         | Тур Хусховд           | Жером Пино           | Джерент Томас         | Team Saxo Bank          | Ридер Хесъедаль          |
| 4      | Алессандро Петакки  | Фабиан Канчеллара         | Тур Хусховд           | Жером Пино           | Джерент Томас         | Team Saxo Bank          | Димитри Шампион          |
| 5      | Марк Кавендиш       | Фабиан Канчеллара         | Тур Хусховд           | Жером Пино           | Джерент Томас         | Team Saxo Bank          | Иван Гутьеррес           |
| 6      | Марк Кавендиш       | Фабиан Канчеллара         | Тур Хусховд           | Жером Пино           | Джерент Томас         | Team Saxo Bank          | Матье Перже              |
| 7      | Сильвен Шаванель    | Сильвен Шаванель          | Тур Хусховд           | Жером Пино           | Анди Шлек             | Astana                  | Жером Пино               |
| 8      | Анди Шлек           | Кэдел Эванс               | Тур Хусховд           | Жером Пино           | Анди Шлек             | Rabobank                | Марио Эртс               |
| 9      | Санди Касар         | Анди Шлек                 | Тур Хусховд           | Антони Шарто         | Анди Шлек             | Caisse d'Epargne        | Луис Леон Санчес         |
| 10     | Сержио Паулиньо     | Анди Шлек                 | Тур Хусховд           | Жером Пино           | Анди Шлек             | Caisse d'Epargne        | Марио Эртс               |
| 11     | Марк Кавендиш       | Анди Шлек                 | Алессандро Петакки    | Жером Пино           | Анди Шлек             | Caisse d'Epargne        | Стефан Ауже              |
| 12     | Хоакин Родригес     | Анди Шлек                 | Тур Хусховд           | Антони Шарто         | Анди Шлек             | Team RadioShack         | Александр Винокуров      |
| 13     | Александр Винокуров | Анди Шлек                 | Алессандро Петакки    | Антони Шарто         | Анди Шлек             | Team RadioShack         | Хуан Антонио Флеча       |
| 14     | Кристоф Риблон      | Анди Шлек                 | Алессандро Петакки    | Антони Шарто         | Анди Шлек             | Caisse d'Epargne        | Кристоф Риблон           |
| 15     | Томас Фоклер        | Альберто Контадор         | Алессандро Петакки    | Антони Шарто         | Анди Шлек             | Team RadioShack         | Томас Фоклер             |
| 16     | Перрик Федриго      | Альберто Контадор         | Тур Хусховд           | Антони Шарто         | Анди Шлек             | Team RadioShack         | Карлос Барредо           |
| 17     | Анди Шлек           | Альберто Контадор         | Тур Хусховд           | Антони Шарто         | Анди Шлек             | Team RadioShack         | Александр Колобнев       |
| 18     | Марк Кавендиш       | Альберто Контадор         | Алессандро Петакки    | Антони Шарто         | Анди Шлек             | Team RadioShack         | Даниэль Осс              |
| 19     | Фабиан Канчеллара   | Альберто Контадор         | Алессандро Петакки    | Антони Шарто         | Анди Шлек             | Team RadioShack         | нет                      |
| 20     | Марк Кавендиш       | Альберто Контадор         | Алессандро Петакки    | Антони Шарто         | Анди Шлек             | Team RadioShack         | нет                      |
| Итог   | Итог                | Альберто Контадор         | Алессандро Петакки    | Антони Шарто         | Анди Шлек             | Team RadioShack         | Сильвен Шаванель         |

## Итоговое положение
| Место | Гонщик              | Команда             | Время       |
| ----- | ------------------- | ------------------- | ----------- |
| DSQ   | Альберто Контадор   | Astana              | 91ч 58' 48" |
| 1     | Анди Шлек           | Team Saxo Bank      | + 39"       |
| DSQ   | Денис Меньшов       | Rabobank            | + 2' 01"    |
| 2     | Самуэль Санчес      | Euskaltel-Euskadi   | + 3' 40"    |
| 3     | Юрген Ван ден Брук  | Omega Pharma-Lotto  | + 6' 54"    |
| 4     | Роберт Гесинк       | Rabobank            | + 9' 31"    |
| 5     | Райдер Хешедаль     | Garmin-Transitions  | + 10' 15"   |
| 6     | Хоаким Родригес     | Team Katusha        | + 11' 37"   |
| 7     | Роман Кройцигер     | Liquigas-Doimo      | + 11' 54"   |
| 8     | Крис Хорнер         | Team RadioShack     | + 12' 02"   |
| 9     | Луис Леон Санчес    | Caisse d'Epargne    | + 14' 21"   |
| 10    | Рубен Пласа         | Caisse d'Epargne    | + 14' 29"   |
| 11    | Леви Лайфаймер      | Team RadioShack     | + 14' 40"   |
| 12    | Андреас Клёден      | Team RadioShack     | + 16' 36"   |
| 13    | Николас Роуч        | Ag2r-La Mondiale    | + 16' 59"   |
| 14    | Александр Винокуров | Astana              | + 17' 46"   |
| 15    | Томас Лёфквист      | Team Sky            | + 20' 46"   |
| 16    | Кевин де Верт       | Quick Step          | + 21' 54"   |
| 17    | Джон Гадре          | Ag2r-La Mondiale    | + 24' 04"   |
| 18    | Карлос Састре       | Cervélo TestTeam    | + 26' 37"   |
| 19    | Даниэль Морено      | Omega Pharma-Lotto  | + 29' 38"   |
| 20    | Кристоф Моро        | Caisse d'Epargne    | + 34' 01"   |
| DSQ   | Лэнс Армстронг      | Team RadioShack     | + 39' 20"   |
| 21    | Брэдли Уиггинс      | Team Sky            | + 39' 24"   |
| 22    | Санди Казар         | Française des Jeux  | + 45' 52"   |
| 23    | Кэдел Эванс         | BMC Racing Team     | + 50' 27"   |
| 24    | Жюльен Эль Фарес    | Cofidis             | + 53' 22"   |
| 25    | Кристоф Риблон      | Ag2r-La Mondiale    | + 55' 13"   |
| 26    | Дамиано Кунего      | Lampre-Farnese Vini | + 56' 53"   |
| 27    | Йохан Вансюммерен   | Garmin-Transitions  | + 58' 53"   |

| Место | Гонщик             | Команда             | Очки |
| ----- | ------------------ | ------------------- | ---- |
| 1     | Алессандро Петакки | Lampre-Farnese Vini | 243  |
| 2     | Марк Кавендиш      | Team HTC-Columbia   | 232  |
| 3     | Тур Хусховд        | Cervélo TestTeam    | 222  |
| 4     | Хосе Хоакин Рохас  | Caisse d'Epargne    | 179  |
| 5     | Робби Макьюэн      | Team Katusha        | 179  |

| Место | Гонщик            | Команда               | Очки |
| ----- | ----------------- | --------------------- | ---- |
| 1     | Антони Шарто      | Bbox Bouygues Telecom | 143  |
| 2     | Кристоф Моро      | Caisse d'Epargne      | 128  |
| 3     | Анди Шлек         | Team Saxo Bank        | 116  |
| DSQ   | Альберто Контадор | Astana                | 112  |
| 4     | Дамиано Кунего    | Lampre-Farnese Vini   | 99   |
| 5     | Самуэль Санчес    | Euskaltel–Euskadi     | 96   |

| Место | Гонщик           | Команда               | Время        |
| ----- | ---------------- | --------------------- | ------------ |
| 1     | Анди Шлек        | Team Saxo Bank        | 91ч 59′ 27"  |
| 2     | Роберт Гесинк    | Rabobank              | + 8′ 52"     |
| 3     | Роман Кройцигер  | Liquigas-Doimo        | + 11′ 15"    |
| 4     | Жюльен Эль Фарес | Cofidis               | + 52′ 53"    |
| 5     | Сирил Готье      | Bbox Bouygues Telecom | + 1ч 24′ 33" |

| Место | Команда            | Время        |
| ----- | ------------------ | ------------ |
| 1     | Team RadioShack    | 276ч 02' 03" |
| 2     | Caisse d'Epargne   | + 9′ 15"     |
| 3     | Rabobank           | + 27′ 49"    |
| 4     | Ag2r-La Mondiale   | + 41′ 10"    |
| 5     | Omega Pharma-Lotto | + 51′ 01"    |